# Церковь Святого Павла в Ковент-Гардене
Церковь Святого Павла, также известная как церковь актеров  (англ. St Paul’s Church) — приходская церковь, построенная в 1631 году в районе Ковент-Гарден, Лондон, Англия.

## История
В 1630 году четвёртый граф Бедфорд получил разрешение на снос зданий на земельном участке, которыми он владел. В результате возникла площадь Ковент-Гарден, первая официальная площадь Лондона. Все здания были построены в стиле английского классицизма. В западной части площади находилась церковь, соединённая с двумя одинаковыми домами. С южной стороны площадь была оставлена открытой.
Церковь Святого Павла была первым полностью новым храмом, который был построен в Лондоне после начала английской Реформации. Проект церкви и макет площади были выполнены архитектором Иниго Джонсом как часть заказа Френсиса Рассела в 1631 году, который захотел создать «дома и строения, соответствующие привычкам Джентльмена и человека со способностями». Строительные работы начались в том же году, а к 1633 году она была закончена с общей стоимостью в £4,000 и освящена в 1638 году. В 1645 году Ковент-Гарден стал отдельной приходской общиной, а церковь была посвящена Апостолу Павлу. Остается неясным, насколько здания похоже на оригинальное здание Джонса, поскольку церковь была повреждена пожаром в 1795 году во время реставрационных работ, и хотя колонны считаются оригинальными, остальная часть в основном относится к георгианской и викторианской реконструкции..
В этой церкви в 1680 году был похоронен выдающийся английский живописец-портретист голландского происхождения сэр Питер Лели. Церковь полностью выгорела от пожара, произошедшего в сентябре 1795 года. Восстановлена под руководством Томаса Хардвика и переосвящена 1 августа 1798 года.

## Место захоронения
- Терри Эллен, актриса
- Клайв Брук, актёр
- Сэмюэл Батлер, поэт
- Эдит Эванс, актриса